# 이현정 (기상 캐스터)
이현정(1999년 5월 3일 ~ )은 대한민국의 TBC 기상 캐스터다.  

## 학력
- 경북대학교

## 경력
- 2022년 7월 18일 ~ 현재 :  TBC 기상캐스터